# Priscagamidae
Priscagamidae — вимерла родина ігуанових ящерів, відома з пізньої крейди Монголії та Китаю та еоцену Індії, що охоплювала діапазон від 75 до 54 мільйонів років тому. Родина містить роди Heterodontagama, Mimeosaurus, Phrynosomimus, Priscagama і, можливо, Pleurodontagama. Перші скам'янілості прискагамід були знайдені в формаціях Джадохта і Хермеен Цав в Монголії. Зовсім недавно вони були знайдені в формації Камбей в Індії, що призвело до надання назви Гетеродонтагама в 2013 році. Priscagamidae спочатку була описана як підродина Agamidae під назвою Priscagaminae у 1984 році, але була перекласифікована як окрема родина в 1989 році. Більшість філогенетичних аналізів (аналіз еволюційних зв’язків) все ще виявляють тісний зв’язок між Priscagamidae і Agamidae (обидва були згруповані в кладу під назвою Chamaeleontiformes), хоча дослідження 2015 року виявило, що вона базальна для всіх інших ігуанських клад, що підтверджує його видалення з Ігуанії та розміщення у більшій кладі під назвою Iguanomorpha.